# Château de Laàs
Le château de Laàs est un édifice situé à Laàs, en France.

## Localisation
Le château  est situé sur le territoire de la commune de Laàs, dans le  département des Pyrénées-Atlantiques en région Nouvelle-Aquitaine.

## Description
Le château date du XVIIe siècle, il est construit selon un plan rectangulaire, il comporte trois niveaux et est flanqué à son angle nord d'un pavillon abritant l'ancienne chapelle. La porte d'entrée porte les armes de la famille de Lataulade.
Outre ses dépendances le château possède une orangerie, un petit jardin à la française et ses fontaines, ainsi qu'un parc de 12 hectares, planté d'essences rares[Lesquelles ?] s'étalant jusqu'au bord du gave d'Oloron, situé en contrebas. 
Dès 1946, Louis et Madeleine Serbat y installent leurs collections d'objets d'art, notamment de peintures attribuées à des artistes tels que Pierre Paul Rubens, Pieter Brueghel l'Ancien, Élisabeth Vigée Le Brun ou encore Jean-Honoré Fragonard. Sans postérité, et après le décès de son mari, Madeleine Serbat en cède la propriété en 1965, au Touring club de France, sur les conseils de Raymond Ritter.
Le domaine accueille en sus du musée, des activités diverses et variées telles qu'un parc à thèmes, une bambouseraie, des jeux d'évasions ou plus récemment des séjours dans des cabanes implantées au sein du domaine.

## Histoire

### Moyen-âge: la seigneurie de Laàs
Fief tenu depuis le XIIIe siècle, des écrits font mention d'une demeure seigneuriale dès 1270. En 1538, il est occupé par la famille Perrarnaud de Forpelad.

### 1610-1633: la baronnie de Laàs
En 1610, le domaine est érigé en baronnie par le roi Henri IV peu de temps avant son assassinat survenu en mai de la même année. 

### 1633-1806: famille de Lataulade et construction du château actuel
Le domaine passe par mariage à la famille de Lataulade en 1633, originaires de Chalosse, c'est à eux que l'on doit l'édification de l'actuel château dans le cours du XVIIe siècle. 

### Propriétaires successifs
Ils gardent la propriété pendant près de 175 ans, puis elle passe par héritage successif aux familles Gaztelu et Casenave avant d'être vendue à la comtesse de Caltavutoro en 1880, laquelle la revend en 1885, à Charles Ferdinand Latrille, comte de Lorencez qui y décède en 1892. Sa veuve puis son fils y habitent jusqu'en 1921.

### Gestion actuelle
Transformé depuis en musée, l'État, propriétaire depuis 1980, en confie la gestion au conseil départemental des Pyrénées-Atlantiques. En 2017, l'exploitation du château est confié à une société privée qui installe un parcours de jeux pour les enfants appelé « le château des énigmes », permettant d'augmenter la fréquentation du lieu à partir de 2018, ce qui offre un regain de notoriété sur le château,.

## Propriétaires du domaine
| Date        | Nom                                                      | Qualité                                                                            |
| ----------- | -------------------------------------------------------- | ---------------------------------------------------------------------------------- |
| 1270/1295   | Raymond-Arnaud de Laàs                                   | Seigneur de Laàs.                                                                  |
| 1357        | Menaud de Laàs                                           | Seigneur de Laàs.                                                                  |
| 1400        | Raymond-Arnaud de Laàs                                   | Seigneur de Laàs.                                                                  |
| 1484        | Louise de Laàs                                           | Dame de Laàs, héritière du domaine.                                                |
| 1484        | Johanot de Lanunsans                                     | Seigneur de Laàs, époux de Louise.                                                 |
| 1485        | Marie de Brasquit                                        | Dame de Laàs, héritière du domaine, fille de Louise.                               |
| 1485        | Gratien d'Ahons                                          | Seigneur de Laàs, époux de Marie.                                                  |
| XVIe siecle | Olivier d'Ahons                                          | Seigneur de Laàs et de Lussagnet, fils de Marie et Gratien.                        |
| 1535        | Pées de Forpelat                                         | Seigneur de Laàs, jurât de Navarrenx.                                              |
| 1545        | Perarnaud de Forpelat                                    | Seigneur de Laàs, petit-fils de Pées.                                              |
| 1569        | Jean de Forpelat / de Laàs                               | Seigneur de Laàs puis Baron de Laàs (1611), fils de Perarnaud.                     |
| 1607        | Bernard de Laàs                                          | Baron de Laàs, fils de Jean.                                                       |
| 1613        | Alain de Laàs                                            | Baron de Laàs, fils de Bernard.                                                    |
| 1633        | Jeanne-Madeleine de Lataulade (née de Laàs)              | Héritière du domaine, fille de Bernard, sœur d'Alain.                              |
| 1633        | Charles de Lataulade                                     | Lieutenant du roi de Navarrenx, époux de Jeanne-Madeleine.                         |
| 1661        | Charles de Lataulade II                                  | Baron de Laàs, Lieutenant du roi de Navarrenx, Sénéchal de Béarn, fils de Charles. |
| 17??        | Charles-Léonard de Lataulade                             | Capitaine de Grenadiers au Régiment de Navarre, neveu de Charles II.               |
| 1765        | Bernard de Lataulade                                     | Baron de Laàs, fils de Charles-Léonard.                                            |
| ????        | Bernard Félix de Lataulade                               | Baron de Laàs, fils de Bernard.                                                    |
| 1806        | Jean-Pierre Gaztelu                                      | Maire de Laàs (1815-1817).                                                         |
| 1817        | Bertrand-Francois Gaztelu                                | Maire d'Arrast, frére de Jean-Pierre.                                              |
| 1826        | Catherine Paissa-Gaztelu                                 | Sœur de Jean-Pierre.                                                               |
| 1826        | Joseph Gaztelu                                           | Frère de Jean-Pierre.                                                              |
| 1826        | Pierre Gaztelu                                           | Frère de Jean-Pierre.                                                              |
| 18??        | Famille Cazenave                                         | Famille Cazenave                                                                   |
| 1880        | Encarnacion Gomuico                                      | Comtesse de Caltavuturo.                                                           |
| 1885        | Charles-Ferdinand Latrille de Lorencez                   | Comte de Lorencez, Général d'armée.                                                |
| 1892        | Euphémie Caroline de Lorencez (née Pouyanne y de Lloret) | Comtesse de Lorencez, veuve de Charles-Ferdinand.                                  |
| 1908        | Etienne Latrille de Lorencez                             | Comte de Lorencez, fils de Charles-Ferdinand.                                      |
| 1921        | ??                                                       | ??                                                                                 |
| ????        | Famille Cochran                                          | Famille Cochran                                                                    |
| 1946        | Louis Serbat                                             | Collectionneur d'art, historien de l'art, industriel.                              |
| 1953        | Madeleine Serbat (née de Vaufreland)                     | Collectionneuse, mécène, intendante du domaine, veuve de Louis.                    |
| 1964        | Touring club de France                                   | Touring club de France                                                             |
| 1980        | Département des Pyrénées-Atlantiques                     | Département des Pyrénées-Atlantiques                                               |